# Jodie Comer
Jodie Marie Comer (Liverpool, 11 maart 1993) is een Britse actrice.

## Carrière
Jodie Comer maakte in 2008 als tiener haar officieel acteerdebuut in een aflevering van de Britse soapserie The Royal Today. In de daaropvolgende jaren vertolkte ze verscheidene kleine bij- en gastrollen in Britse series, waaronder Silent Witness, Casualty en Law & Order: UK. Van 2013 tot 2015 vertolkte ze een hoofdrol in de komische jeugdreeks My Mad Fat Diary. In 2017 maakte ze in England Is Mine, een biografische dramafilm over zanger Morrissey, haar officieel filmdebuut. In 2019 had ze een cameo als de moeder van Rey in Star Wars: The Rise of Skywalker.
Comers grote doorbraak volgde in 2018 met haar hoofdrol in de Britse spionageserie Killing Eve. In de serie vertolkt ze de Russische huurmoordenares Oksana Astankova/Villanelle. In 2019 ontving ze een Emmy Award voor haar hoofdrol.